# George Burns
George Burns (født 20. januar 1896, død 9. marts 1996) var en amerikansk skuespiller, komiker og sanger.